# أذن الفأر البلطيقي
أذن الفأر البلطيقي (الاسم العلمي: Myosotis baltica) هو نوع من النباتات يتبع جنس أذن الفأر من الفصيلة الحمحمية.